# Августов, Михаил Владимирович
Михаил Владимирович Августов (род. 31 июля 1996) — российский и белорусский игрок в пляжный футбол. Выступает за сборную Белоруссии. Участник чемпионата мира 2024 года и чемпионата мира 2025 года.

## Биография
Начал карьеру выступая за команды из Санкт-Петербурга, где впервые появился в составе клуба «Локомотив-96». Впоследствии защищал цвета «Кристалла» и «Лекса». Кроме того, представлял самарские «Крылья Советов», а также московские «Локомотив» и ЦСКА. На Кубке европейских чемпионов 2018 года защищал цвета белорусского БАТЕ, а на Московском международном кубке 2022 года — «Муччу Бойз» (Сейшелы). В декабре 2023 года подписал контракт с клубом «Краснодар-ЮМР».
Вызывался в состав молодёжной сборной России до 23 лет. Принял участие в Inter Cup 2017 года. В 2023 году дебютировал за национальную сборную Белоруссии на Играх стран СНГ. Участник чемпионата мира 2024 года в ОАЭ и участник чемпионата мира 2025 года на Сейшельских островах.
Признан лучшим вратарем ЧМ-2025. Вместе с командой стал серебряным призером турнира, в финальном матче белорусы уступили сборной Бразилии со счетом 3:4.

## Достижения
Сборная Белоруссии
- Победитель Игр стран СНГ: 2023
- Серебряный призер чемпионата мира: 2025

На клубном уровне
- Чемпион России: 2015, 2016 (в составе «Кристалла»), 2020 (в составе «Локомотива»)
- Серебряный призёр чемпионата России: 2017 (в составе «Кристалла»)
- Обладатель Кубка России: 2015 (в составе «Кристалла»)